# Reichsrennfahne

Reichsrennfahne, heraldische Darstellung (Wappenbanner)

Die Reichsrennfahne wurde vom Reichsmarschall bzw. dessen Truppen neben dem Reichsbanner des Heiligen Römischen Reiches des Kaisers getragen. Sie beschreibt sich: Geteilt von Schwarz und Silber zwei schräggekreuzte rote Schwerter.

## Wortherkunft
Der Begriff Rennfahne bezieht sich auf die Sitte, bei der Belehnung eines Fürsten das Gerüst, auf welchem der Kaiser saß, dreimal im vollen Jagen zu umreiten. Hierbei wurde unter anderem die sogenannte Rennfahne eingesetzt. Das Umreiten geschah erst ohne Fahne, dann mit der Rennfahne, zuletzt mit der mit dem Wappen der als Lehen zu empfangenden Länder bezeichneten Lehnfahne. Dieser Vorgang wurde auch als „Berennung“ bezeichnet.

## Funktion und Geschichte
Sie ist das persönliche Feldzeichen des römisch-deutschen Kaisers und zeigt ihn in der Schlacht, in Unterscheidung zur schwarz-gelben Reichssturmfahne, die der Vorstreiter führte.
Das Erzmarschallamt hatte der Kurfürst von Sachsen inne. Die in Sachsen auch „Kurschwerter“ genannten roten Schwerter auf Schwarz-Weiß gingen so in das Wappen des Kurfürstentums Sachsen ein. Das Reichserbmarschallamt („Vicemarescallus“) als Stellvertreter des Erzmarschalls hatte die Familie Pappenheim vermutlich ab 1100, urkundlich seit 1141 inne. Auch in ihrem gevierten Wappen findet sich dieses Wappenbild.

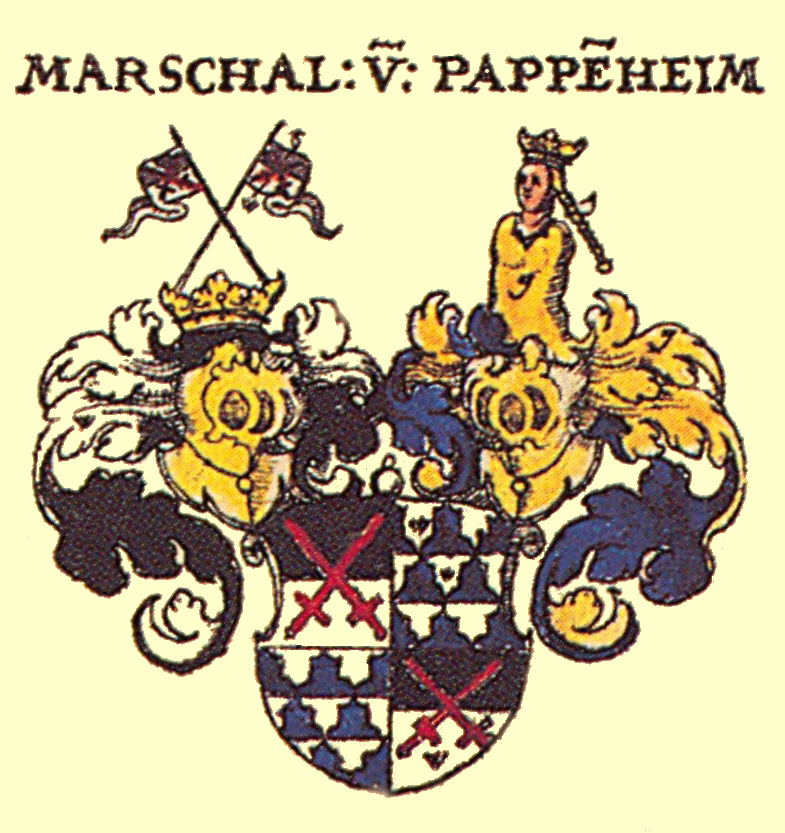
Die Reichsrennfahne, als Zier des rechten Helmes, und auch geviert im Wappen eines Marschalls von Pappenheim. Johann Siebmacher: New Wappenbuch. 1605
Kurfürstentum Sachsen bis 1806: Im rechten Spalt die Reichsrennfahne (links Sachsen, das Wappen liegt auf den Farben Schwarz-Gold der Reichssturmfahne/des Reichsbanners)
Landkreis Wittenberg
Wappen des Herzogtums Sachsen-Lauenburg (in Gebrauch von 1435 bis 1507 und wiedereingeführt 1671 bis 1689)

## Andere wichtige Fahnen des Reiches
|  | Als Reiterstandarte zeigte die ursprünglich quadratische Reichssturmfahne wie das Reichsbanner den schwarzen Reichsadler in goldenem Feld und hatte oben einen fest mit dem Banner verbundenen, langen roten „Schwenkel“. Später wurde sie auch mit einem doppelköpfigen Adler abgebildet. Oder um 1692 kurzfristig mit einem schwarzen Adler in blauem Feld, als die Herzöge von Braunschweig-Lüneburg das Amt des Reichssturmfähnrichs zur Begründung der neunten Kur beanspruchten. |
|  | Die Fahne der Kreuzritterzeit: Auf Rot das silberne Kreuz. Fahne des Johanniterordens, die später vermutlich auch als Symbol der Reichszugehörigkeit interpretiert wurde |
|  | Reichsbanner: In Gold ein schwarzer Adler, in jüngerer Zeit mit doppelköpfigem Adler |
|  | Als Feldzeichen verwendete das Heer der Neuzeit seit dem 16. Jh. zusätzlich noch das Madonnenbild (hier: bayerische Madonna, Katholische Liga, Dreißigjähriger Krieg) |